# 행복도만가
《행복도만가》(幸福到萬家)는 2022년 방송되었던 중국의 드라마이다.

## 줄거리
- 허싱푸는 동생을 뒷바라지하느라 뒤늦게 완씨 마을의 왕칭라이와 결혼식을 올린다. 하지만 결혼식 날 동생이 관습이란 이름으로 성희롱을 당하고 허싱푸는 정당한 사과를 요구하지만, 그녀의 편을 들어주는 사람은 많지 않다. 완씨 마을의 불합리한 일들을 바로잡으려는 허싱푸는 과연 현실에 맞서 행복한 미래를 열 수 있을까?

## 등장 인물
- 자오리잉 - 허싱푸 역
- 류위 (刘威) - 왕선탕 역
- 뤄진 - 관타오 역
- 당증 (唐曾) - 왕칭라이 역
- 장커잉 - 허싱윈 역
- 린스이 - 왕시오위 역
- 풍뢰 (冯雷) - 한변호사 역
- 왕지비 (王志飞) - 황니바 역